# Großer Vasenschwamm
Der Große Vasenschwamm (Xestospongia testudinaria) ist eine Art der Schwämme und gehört zur Klasse der Hornkieselschwämme.

## Merkmale
Die Gestalt dieses Schwammes ist meist tonnenförmig und erreicht im Gezeitenbereich eine Höhe von etwa 20 cm, in tiefen Gewässern kann sie Größen von mehr als 2 Metern erreichen. Der Durchmesser liegt im Bereich zwischen 10 und 20 cm. Das Farbspektrum vom Großen Vasenschwamm reicht von Brauntönen bis Rosafarben, wobei die Öffnung in der Regel weiß ist. Sie besitzt eine tief gefurchte und harte Oberfläche. Innerhalb des Schwamms kann sich eine große Vielfalt an Lebewesen, beispielsweise Hummer, Garnelen oder Seegurken, ansiedeln.

## Vorkommen
Man findet den Großen Vasenschwamm im Indopazifik, in der Gegend von Indonesien, den Philippinen, Australien und Papua-Neuguinea. Sie kommen sowohl alleine als auch in kleinen Gruppen in einer Tiefe von 2–55 Metern vor.

## Lebensweise
Die Vasenschwämme sind zweigeschlechtlich, also Lebewesen mit männlicher und weiblicher Geschlechtsausprägung und gehören somit zum Hermaphroditismus. Die Zygote entwickelt sich zu einer schwimmenden Larve, die sich im Wasser frei bewegt und sich schließlich am Boden absetzt, um sich zu einem neuen Schwamm zu entwickeln.

## Taxonomie
Der Große Vasenschwamm wird zur Familie der Petrosiidae gezählt und ist eine von über 30 Arten innerhalb der Gattung Xestospongia.